# Dravinja
Dravinja je rijeka u Sloveniji, pritoka Drave. 
Teče kroz Štajersku. Izvire na Pohorju, jugozapadno od Rogle na nadmorskoj visini od oko 1.200 metara. Njene najveće i vodom najbogatije su lijeve pritoke s Pohorja Oplotnica, Ložnica i Polskava. Dravinja protiče kroz krajeve Zreče, Poljčane, Makole, Majšperk, Ptujska Gora i Videm. Površina sliva Dravinje iznosi oko 867 km2. Rijeka je dugačka oko 66 km.
U gornjem toku Dravinja je planinska rijeka, s bistrom vodom i bogata ribom. U gornjem toku voda spada u 1. klasu. Na svojem putu do Vidma u rijeku se izlijevaju industrijske otpadne vode i kanalizacija tako da kvalitet opada do četvrte klase. Riječni režim je kišno-snježni, s prvim maksimumom u studenom a drugi u svibnju. Energetski potencijal rijeke se u prošlosti iskorištavao mlinovima i vodenicama koje su danas uglavnom napuštene. U okolini Vidma se uliva u rijeku Dravu, kao njena desna pritoka 8 km jugoistočno od Ptuja. Na ušću u dravu prosječan protok iznosi 0,9 m³/s. Često uzrokuje velike poplave.